# 胡縉
胡縉（1438年—？），字曰紳，江西吉安府廬陵縣人，儒籍。明朝政治人物。進士出身。
江西鄉試第九十二名。成化八年（1472年）壬辰科會試第九名，殿試登進士第三甲第一百五十四名。

## 家族
曾祖父胡仕仁。祖父胡伯儉。父亲胡若環。